# Airon-Saint-Vaast
Airon-Saint-Vaast è un comune francese di 214 abitanti situato nel dipartimento del Passo di Calais nella regione dell'Alta Francia.

## Società

### Evoluzione demografica
Abitanti censiti